# Anthophora bisulca
Anthophora bisulca är en biart som beskrevs av Pérez 1895. Anthophora bisulca ingår i släktet pälsbin, och familjen långtungebin. Inga underarter finns listade i Catalogue of Life.